# Tolidostena montana
Tolidostena montana es una especie de coleóptero de la familia Mordellidae.

## Distribución geográfica
Habita en la Isla de Taiwán.